# 普塔哈山 (保卡爾坦博區)
10°43′35″S 75°44′45″W / 10.72639°S 75.74583°W
普塔哈山（Putaqa），是秘魯的山峰，位於該國中部帕斯科大區，由帕斯科省的保卡爾坦博區負責管轄，屬於安地斯山脈的一部分，海拔高度4,000米。